# Naotake Hanyū
Naotake Hanyū (jap. 羽生直剛 Hanyū Naotake; ur. 22 grudnia 1979 w Chiba) – japoński piłkarz występujący na pozycji pomocnika w FC Tokio. Mierzy 167 cm wzrostu. Wcześniej grał w JEF United Ichihara Chiba.

## Sukcesy
- wygranie ligi japońskiej: 2005, 2006